# Wildnerův a Leubnerův pomník
Wildnerův a Leubnerův pomník je kamenný objekt zbudovaný na severu České republiky, ve Frýdlantském výběžku Libereckého kraje. Stojí v rokli západně od vrchu Na Chatkách nacházející se jihozápadně od města Hejnice.

## Historie
Pomník upomíná na neštěstí, ke kterému došlo během jara 1930. Dle vzpomínek Marie Peukertové z Raspenavy žila tehdy v tomto městě, tehdy ještě obci, rodina nádenního dělníka O. Leubnera. Otec rodiny byl na jaře roku 1930 uvězněn pro pytlačení a jeho manželka se tak musela sama starat o obživu sebe i jejich dvou synů, majících osm a čtrnáct let. Starší Oswald pomáhal místním sedlákům a mohl tak rodinnému rozpočtu svým výdělkem přispět v obtížné situaci. Navíc se dozvěděl, že se hledají pomocníci na práci ve zdejším pískovém lomu. Vypravil se proto za jeho majitelem Josefem Wildnerem z raspenavského statku číslo 1 a nabídl se mu pro tuto činnost. Vlastník lomu však nejprve o chlapce kvůli jeho útlému věku nejevil zájem, nicméně, protože se hoch zdál býti silným a žádní další zájemci o práci v lomu se nenašli, svolil.
V sobotu 12. dubna 1930 ráno připravil syn majitele lomu povoz, který měl být naložen pískem, a sám vyrazil s koňmi pracovat na pole. Do lomu tak s povozem vyrazil jeho otec a vzal s sebou Oswalda a chlapcova psa Boxiho. Večer se syn se svou manželkou i čeledínem a děvečkou, kteří byli s nimi, vrátil z pole, nicméně svého otce doma nenašel. Vyslal proto děvečku, aby se šla přesvědčit, zda se něco nepřihodilo. Když se blížila k lomu, zaslechla žalostné vytí psa. V lomu se totiž zřítila po léta se tyčící vysoká převislá stěna a muže i chlapce zasypala. Pes Boxi svým vytím přivolával čeledína z ferdinandovského mlýna, který na poli nedaleko od lomu oral, nicméně mladík nedokázal počínání psa porozumět.
Chlapec Oswald nebyl zasypán hluboko, takže by při včasné pomoci mohl být vyhrabán a zachráněn, ovšem majitele lomu Josefa Wildnera zasypala mohutná vrstva zeminy, kamení a písku a jemu již pomoci nebylo. Nešťastnému otci zemřelého chlapce následně soud trest prominul a propustil ho z vězení.

## Podoba pomníku
Objekt má podobu neopracovaného kamenného sloupu, na němž je osazena pamětní deska. Původně nesla text:
Durch eine Erdsturz
wurde hier
am 12. April 1930
der Besitzer dieses Waldes
der Landwirt Josef Wildner
und sein Hirtenknabe
Oswald Leubner
Erdrückt

Při jeho obnově realizované spolkem Patron nahradili jeho členové původní desku s německy psaným textem jinou s popisem události v češtině:
Zde přišli
12. dubna 1930
při sesuvu půdy
o život
Josef Wildner 58 let
a
Oswald Leubner 15 let

Dle Herberta Endlera je věk zemřelých pravděpodobně uveden chybně a starší nejspíše zemřel ve věku 63 let a mladší coby čtrnáctiletý.